# Chulahoma
Chulahoma är en EP av bluesrockduon The Black Keys, innehållande covers på sånger av bluesmusikern Junior Kimbrough (1930-1998). Den gavs ut i maj 2006 och var bandets sista utgåva på Fat Possum Records, varefter de gick över till Nonesuch Records.
Bandet har tidigare även spelat in låtar av Kimbrough på debutalbumet The Big Come Up ("Do the Rump") och Thickfreakness ("Everywhere I Go").

## Låtlista
Samtliga låtar skrivna av Junior Kimbrough.
1. "Keep Your Hands Off Her" - 3:06
2. "Have Mercy on Me" - 4:42
3. "Work Me" - 4:16
4. "Meet Me in the City" - 3:38
5. "Nobody but You" - 5:21
6. "My Mind Is Ramblin'" - 6:45
7. "Junior's Wife" - 0:32 (dolt spår)